# Roger Adam Raczyński
Roger Adam Antoni Maria Raczyński herbu Nałęcz (ur. 8 grudnia 1889 w Warszawie, zm. 10 listopada 1945 w Atenach) – polski hrabia, wojewoda poznański i dyplomata.

## Życiorys
Jego rodzicami byli Edward Aleksander Raczyński i Róża z Potockich Krasińska. Po ukończeniu gimnazjum im Jana III Sobieskiego w Krakowie odbył studia rolnicze w Lipsku zakończone w 1913, a następnie malarskie w Monachium.
Wybuch I wojny światowej zastał go w Rosji. Tam też związał się z Komitetem Narodowym Polskim, w którego pracach brał czynny udział. Po odzyskaniu przez Polskę niepodległości powrócił do kraju i w latach 1918–1921 pracował w MSZ jako uczestnik prac konferencji wersalskiej, I sekretarz poselstwa polskiego w Rzymie, kierownik referatu mniejszości narodowych w MSZ, a następnie delegat MSZ w Komisji Likwidacyjnej w Poznaniu.
Po tym okresie zajął się powiększaniem majątku rogalińskiego działając jednocześnie na niwie polityki organizując konserwatywne ugrupowania w Poznaniu i Warszawie. Pełnił też wówczas funkcję sekretarza generalnego Komitetu Zachowawczego w Poznaniu. W 1927 roku był jednym z reprezentantów wielkopolskiego ziemiaństwa na zjeździe polskich konserwatystów w Dzikowie. Poparł tam współpracę z władzami sanacyjnymi. Chcąc pozyskać wrogą piłsudczykom Wielkopolskę organizował w Poznaniu Unię Katolicką Ziem Zachodnich. Gdy jego próby zawiodły związał się z rządem wstępując do BBWRu, będąc jego wiceprezesem, a następnie prezesem w Poznańskiem. Pomiędzy 4 października 1929 a 1 sierpnia 1934 był wojewodą poznańskim i pomimo związku z sanacją cieszył się poparciem mieszkańców niechętnej obozowi rządzącemu Wielkopolski.
Następnie, od 1934 do 1936 był wiceministrem rolnictwa, a w 1938 powrócił do służby dyplomatycznej jako ambasador RP w Bukareszcie. Zastał go tam wybuch II wojny światowej. Jako ambasador w Rumunii odegrał we wrześniu 1939 ważną rolę w powstaniu rządu premiera Władysława Sikorskiego w Paryżu. Na stanowisku pozostał do 4 listopada 1940, gdy Rumunia, po klęsce Francji w czerwcu 1940 była zmuszona przystąpić do Paktu Trzech i zlikwidować polską ambasadę. Następnie w 1942 został posłem przy rządzie greckim na wychodźstwie, przebywając z nim kolejno w Londynie, Kairze i Atenach, gdzie zmarł.
W zawartym w 1925 małżeństwie z Heleną Rohozińską (1892–1966) był bezpotomny. Brat Karola Rogera Raczyńskiego oraz Edwarda Bernarda Raczyńskiego.

## Ordery i odznaczenia
- Krzyż Komandorski Orderu Odrodzenia Polski (8 listopada 1930)[3][4][5]
- Złoty Krzyż Zasługi (13 maja 1933)[6]
- Złota Odznaka Honorowa LOPP I stopnia[7]
- Krzyż Wieki Orderu Zasługi (Węgry)[3]
- Krzyż Wielki Orderu Gwiazdy Rumunii (Rumunia)[4]
- Wielki Oficer Orderu Korony Jugosłowiańskiej (Jugosławia)[3]
- Komandor Orderu Legii Honorowej (Francja)[3][4]